# 韋格達爾 (明尼蘇達州)
韋格達爾（英語：Wegdahl）是位於美國明尼蘇達州契皮瓦縣的一個非建制地區。

## 歷史
韋格達爾的郵局於1871年設立，其後於1957年停運。此地得名自附近的地主及首任郵局局長赫明·阿恩岑·韋格達爾（Hemming Arntzen Wegdahl）。

## 地理
韋格達爾所處的海拔為高於海平面288米（即945英呎），而該地所採用的時區為UTC-6，即北美中部時區（CST）。同時該地設有夏令時間，為UTC-6調快一小時，即UTC-5（CDT）。